# John Harris (Rennfahrer)

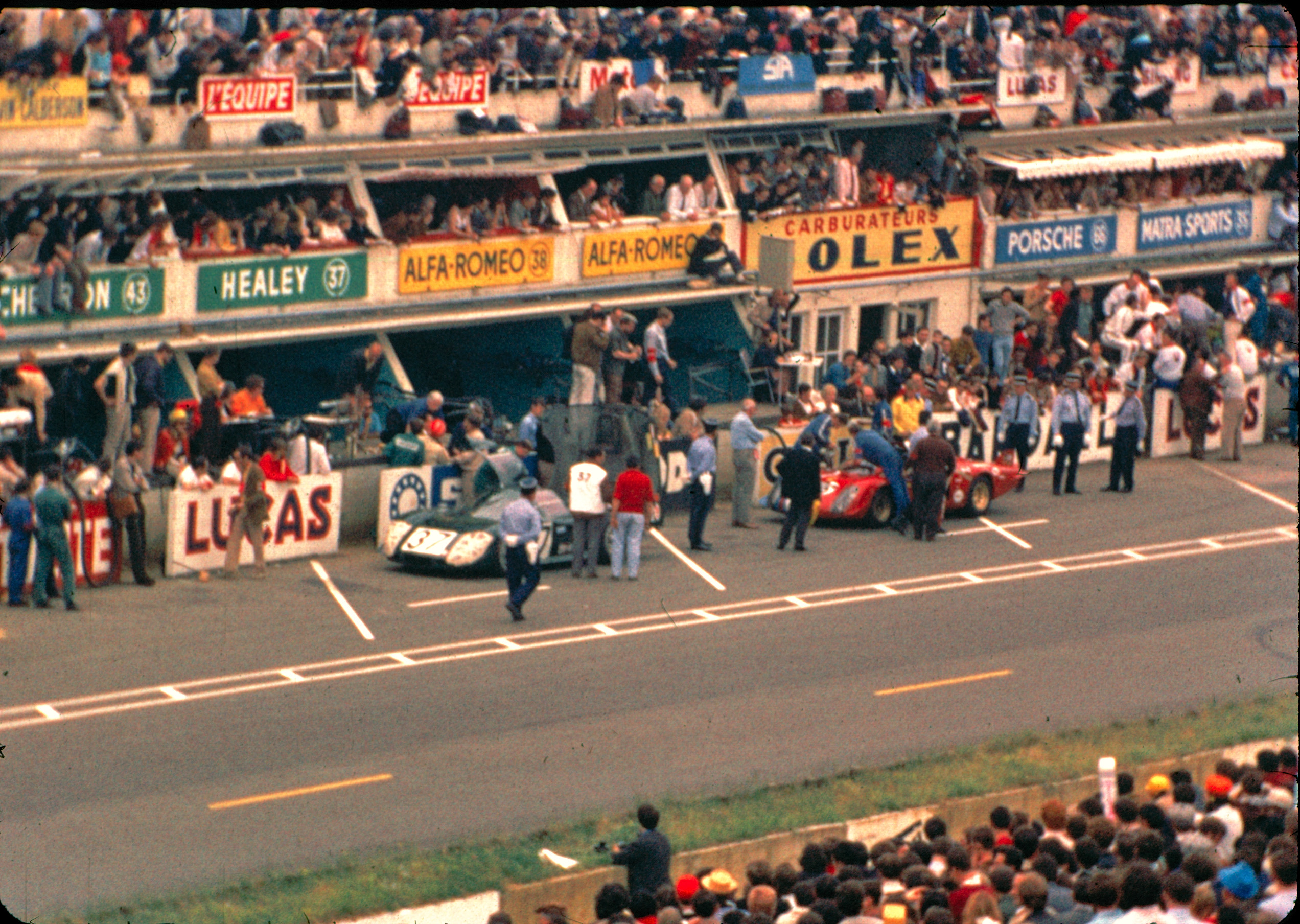
24-Stunden-Rennen von Le Mans 1969: Der von John Harris gefahrene Healey SR (Startnummer 37) steht zur Reparatur an den Boexen

John Frazer Harris (* 10. Mai 1938 in Coventry; † 13. Februar 2021 ebenda) war ein britischer Autorennfahrer.

## Karriere
John Harris war in den 1960er-Jahren im Sportwagensport aktiv. Neben Erfolgen bei nationalen Rennen in Großbritannien bestritt er auch einige internationale Rennen. 1966 wurde er Elfter beim 1000-km-Rennen von Spa-Francorchamps. Bei seinem einzigen Antreten beim 24-Stunden-Rennen von Le Mans fiel er 1969 wegen eines defekten Kühlers am Healey SR vorzeitig aus.

## Statistik

### Le-Mans-Ergebnisse
| Jahr | Team                        | Fahrzeug  | Teamkollege | Platzierung | Ausfallgrund |
| ---- | --------------------------- | --------- | ----------- | ----------- | ------------ |
| 1969 | Donald Healey Motor Company | Healey SR | Clive Baker | Ausfall     | Kühler       |

### Einzelergebnisse in der Sportwagen-Weltmeisterschaft
| Saison | Team           | Rennwagen            | 1   | 2   | 3   | 4   | 5   | 6   | 7   | 8   | 9   | 10  | 11  | 12  | 13  | 14  | 15  | 16  | 17  | 18  | 19  | 20  |
| ------ | -------------- | -------------------- | --- | --- | --- | --- | --- | --- | --- | --- | --- | --- | --- | --- | --- | --- | --- | --- | --- | --- | --- | --- |
| 1965   | Richard Groves | Austin-Healey Sprite | DAY | SEB | BOL | MON | MON | RTT | TAR | SPA | NÜR | MUG | ROS | LEM | REI | BOZ | FRE | CCE | OVI | NÜR | BRI | BRI |
| 1965   | Richard Groves | Austin-Healey Sprite |     |     |     |     |     |     |     |     |     |     |     |     |     |     | 18  |     |     |     |     |     |
| 1966   | Healey Motor   | Austin-Healey Sprite | DAY | SEB | MON | TAR | SPA | NÜR | LEM | MUG | CCE | HOK | SIM | NÜR | ZEL |     |     |     |     |     |     |     |
| 1966   | Healey Motor   | Austin-Healey Sprite |     | 11  |     |     |     |     |     |     |     |     |     |     |     |     |     |     |     |     |     |     |
| 1968   | Mefco Racing   | Porsche 906          | DAY | SEB | BRH | MON | TAR | NÜR | SPA | WAT | ZEL | LEM |     |     |     |     |     |     |     |     |     |     |
| 1968   | Mefco Racing   | Porsche 906          | 16  |     |     |     |     |     |     |     |     |     |     |     |     |     |     |     |     |     |     |     |
| 1969   | Healey Motor   | Healey SR            | DAY | SEB | BRH | MON | TAR | SPA | NÜR | LEM | WAT | ZEL |     |     |     |     |     |     |     |     |     |     |
| 1969   | Healey Motor   | Healey SR            |     |     |     |     | DNF |     |     |     |     |     |     |     |     |     |     |     |     |     |     |     |